# 何美婷
何美婷（英語：May Ho Mei Ting，1968年1月22日—），前香港無綫電視及亞洲電視女藝人。

## 背景
何美婷早年在西灣河太安樓居住，家人於太安樓商場經營洗衣店。她在1980年畢業於中華基督教會基灣小學上午校，與藝人張鳳妮為同級同學，1985年畢業於玫瑰崗學校中學部中五年級。當她1985年中五畢業後，她同年報名參加健美小姐競選，並獲得第四名。後來因為林河廷拒絕亞軍名銜，令她由第四名升上季軍。何美婷加入無綫後不久，與男星溫兆倫在《城市故事》中合作演出，其後与溫相戀，但戀情很快便結束。
1990年，何美婷与姊姊何美美轉至亞洲電視，曾在《Q表姐》、《我係Tuna Fi》等劇中擔任女主角。
1994年，何美婷退出娛樂圈。1997年，她和一位居美商人結婚，婚後定居美國。

## 電視劇（無綫電視）
- 1985年 香港85
- 1986年 妙人妙事 飾 Helen
- 1986年 神勇CID  飾 劉麗瓊
- 1986年 城市故事 飾 吳詠恩
- 1987年 謫仙記 飾 張嘉行
- 1988年 大都會
- 1988年 嬴單傳奇 飾 華陽郡主
- 1989年 花月佳期
- 1989年 末代天師 飾 黎月嫦
- 1990年 成功路上 飾 李玉賢
- 1991年 未婚爸爸

## 電視劇（亞洲電視）
- 1990年 Q表姐 飾 Q表姐
- 1990年 我係Tuna Fi 飾 余黛娜（Tuna）
- 1991年 爭雄歲月
- 1992年 大都會鄉裏
- 1993年 賭神秘笈'93 飾 春麗
- 1993年 槍神 飾 袁家麗

## 電視劇（香港電台）
- 1993年 《柏林週記：峰仔做乜唔開心》飾 峰仔媽媽

## 電影
- 美男子 （1987）
- 獵鷹行動 （1988）
- 南北媽打 （1988）
- 穿梭玉女降 （1990）
- 爛賭財神 （1990）
- 出土奇兵 （1990）

## 節目主持（無綫電視）
- 寰宇風情（尼泊爾特輯）（1989）

## 音樂錄影帶MV
- 1985年 譚詠麟︰暴風女神 Lorelei

## 廣告
- 1987年：雙羊百搭米 （页面存档备份，存于） (溫兆倫、何美婷)
- 1988年：頂好牌花生醬 （页面存档备份，存于） (何美婷、羅青浩)